# Griffith (Australië)
Griffith is een plaats in de Australische deelstaat New South Wales. Het is de hoofdstad van de LGA Griffith. De stad is in 1916 opgericht als onderdeel van de ontwikkeling van het Murrumbidgee Irrigation Area. De plaats telt ongeveer 16.000 inwoners.
Net als de hoofdstad Canberra en het nabijgelegen Leeton is Griffith ontworpen door Walter Burley Griffin.
Griffith is genoemd naar Arthur Hill Griffith (1861 - 1946), de eerste minister van Publieke Werken in New South Wales.

## Partnerstad
- Treviso

## Geboren
- Tom Rogić (1992), Australisch-Servisch voetballer

Albury ·
Armidale ·
Bathurst ·
Blue Mountains ·
Broken Hill ·
Cessnock ·
Coffs Harbour ·
Dubbo ·
Gosford ·
Goulburn ·
Grafton ·
Griffith ·
Greater Taree ·
Hawkesbury ·
Lake Macquarie ·
Lismore ·
Lithgow ·
Maitland ·
Newcastle ·
Orange ·
Queanbeyan ·
Shellharbour ·
Shoalhaven ·
Sydney (hoofdstad) ·
Tamworth ·
Tanglewood ·
Wagga Wagga ·
Wollongong ·
Wyong